# Ploče
|  | Aquest article tracta sobre la ciutat croata. Vegeu-ne altres significats a «Ploče (Dubrovnik)». |

Ploče és un important port de Croàcia, a la costa adriàtica, enfront de la península de Pelješac que la separa de l'illa de Korčula i al nord del delta del Neretva, a pocs quilòmetres del port de Neum, l'única sortida al mar de Bòsnia i Hercegovina. Pertany al comtat de Dubrovnik-Neretva.
L'any 2001 el municipi tenia 10.834 habitants, 6.537 residents a la ciutat.
De 1950 a 1954, i de nou entre 1980 i 1990, Ploče fou anomenada Kardeljevo en honor del polític iugoslau Edvard Kardelj.